# كأس آيسلندا 2008
كأس آيسلندا 2008 (بالآيسلندية: VISA-bikar karla 2008) هو الموسم 49 من كأس آيسلندا. أشرف على تنظيمه اتحاد آيسلندا لكرة القدم، وفاز فيه ناتدبيرنوفيلاغ ريكيافيكور.